# Comuna Viișoara, Teleorman
Viișoara este o comună în județul Teleorman, Muntenia, România, formată numai din satul de reședință cu același nume.

## Demografie
Componența etnică a comunei Viișoara
     Români (94,44%)
     Alte etnii (0%)
     Necunoscută (5,56%)
Componența confesională a comunei Viișoara
     Ortodocși (93,32%)
     Alte religii (0,35%)
     Necunoscută (6,33%)
Conform recensământului efectuat în 2021, populația comunei Viișoara se ridică la 1.438 de locuitori, în scădere față de recensământul anterior din 2011, când fuseseră înregistrați 1.889 de locuitori. Majoritatea locuitorilor sunt români (94,44%), iar pentru 5,56% nu se cunoaște apartenența etnică. Din punct de vedere confesional, majoritatea locuitorilor sunt ortodocși (93,32%), iar pentru 6,33% nu se cunoaște apartenența confesională.

## Politică și administrație
Comuna Viișoara este administrată de un primar și un consiliu local compus din 9 consilieri. Primarul, Tiberiu Dan Neamu[*], de la Partidul Național Liberal, este în funcție din 2012. Începând cu alegerile locale din 2024, consiliul local are următoarea componență pe partide politice:
|  | Partid                          | Consilieri | Componența Consiliului | Componența Consiliului | Componența Consiliului | Componența Consiliului | Componența Consiliului | Componența Consiliului |
|  | ------------------------------- | ---------- | ---------------------- | ---------------------- | ---------------------- | ---------------------- | ---------------------- | ---------------------- |
|  | Partidul Național Liberal       | 6          |                        |                        |                        |                        |                        |                        |
|  | Partidul Social Democrat        | 2          |                        |                        |                        |                        |                        |                        |
|  | Alianța pentru Unirea Românilor | 1          |                        |                        |                        |                        |                        |                        |

## Istorie
La sfârșitul secolului al XIX-lea, comuna făcea parte din plasa Călmățuiul-Marginea a județului Teleorman, și era alcătuită, ca și acum, doar din satul Viișoara, având o populație de 1737 de locuitori. În comună funcționa o școală mixtă și o biserică.
Anuarul Socec din 1925 consemnează comuna în plasa Zimnicea a aceluiași județ, în aceiași structură, având o populație de 1792 de locuitori.
În anul 1950, comuna a trecut în administrația raionului Zimnicea a regiunii Teleorman, raion care, doi ani mai târziu a fost inclus în regiunea București.
În anul 1968, comuna a trecut la județul Teleorman, având actuala structură.

## Geografie
Comuna Viișoara este amplasată în sudul țării, la 21 km vest de cea mai sudică localitate din România, orașul Zimnicea și aparține de județul Teleorman. Este o așezare tipică de câmpie ce se găsește în sudul Câmpiei Române, subdiviziunea Câmpia Boianului, la contactul acesteia cu terasa a VI-a, a Dunării, la vărsarea râului Călmățui în lacul Suhaia care o mărginesc pe latura vestică respectiv sudică.
Vecinii teritoriului administrativ sunt:
- Nord - comunele Piatra, Brânceni și Izvoarele ;
- Est - comuna Suhaia ;
- Sud - comuna Suhaia ( lacul Suhaia) ;
- Vest - comuna Lisa.

Vatra satului este amplasată în partea de sud-vest a teritoriului administrativ, fiind străbătută de drumul național DN51A, Turnu Măgurele – Zimnicea și drumul comunal 9, Viișoara-Vânători . Satele vecine se află la distanțe mici sau mijlocii după cum urmează: Piatra 2 km, Lisa 5 km, Suhaia 8 km, legătura fiind asigurată pe drumul național DN51A, și Vânători 4 km, legătura fiind asigurată pe drumul comunal 9 și drumul național DN51A.
Municipiul Alexandria, reședința județului Teleorman se află la o distanță de 32 km, legătura realizându-se pe DN51A până la Piatra (2 km), DN65E până la Furculești, (10 km) și DN52 până la Alexandria ( 20 km).
Viișoara se află la 21 km de orașul Zimnicea, cel mai sudic punct al țării și la 34 km de municipiul Turnu Măgurele legătura cu acestea fiind asigurată pe DN51A. Cea mai apropiată stație de cale ferată este Zimnicea, situată la o distanță de 20 km.
Ca repere reprezentative ale teritoriului administrativ ale comunei sunt: în partea de nord, valea Găuriciului (Brânceanca), în partea de est măgura Arapului și găvanul Larg, în partea de sud lacul Suhaia iar în partea de vest râul și lunca Călmățuiului. Teritoriul administrativ însumează 4.036 ha, este orientat pe direcție NE-SV, între punctele extreme, valea Găuriciului și vărsarea râului Călmățui în lacul Suhaia. Distanța în linie dreaptă între aceste puncte este de 13 km.

### Relieful
Teritoriul comunei Viișoara este situat la contactul Câmpiei Boianului cu terasa a VI-a Greaca a Dunării, la vărsarea râului Călmățui în lacul Suhaia. În lucrările mai vechi câmpia drenată de râul Călmățui în sectorul său sudic este socotită partea vestică a câmpiei Burnazului (Ghe. Vâlsan, Câmpia Română, 1915), datorită asemănării cu aceasta și anume: existența văilor adânci și meandrate, a microreliefului cu crovuri și găvane dar și a solurilor și vegetației (B.S.R.R.G.,1915, tomul XXXVI).
În atlasul R.S.R., teritoriul comunei Viișoara este cuprins în Provincia extracarpatică, Câmpia Dunării de Jos, Câmpia Munteniei de Vest, Câmpia Boianului. Câmpia Boianului cuprinde două subunități morfogenetice (Grigore Posea, 1987) și anume: în partea de nord în bazinul superior al râului Călmățui, Câmpia Iminogului o câmpie piemontan-getică, iar în partea de sud în bazinul mijlociu și inferior al Călmățuiului, o câmpie piemontan- prebalcanică, Câmpia Urluiului în care se încadrează și teritoriul comunei Viișoara.
Ca tip de relief, sudul Câmpiei Urluiului este o câmpie tabulară (fluvio-lacustră veche) formată ca rezultat al interacțiunii alcătuirii petrografice cu condițiile climatice, hidrologice precum și intervențiilor antropice (Grigore Posea, Tipuri ale reliefului major în Câmpia Română- importanța practică, revista Terra nr. 3, 1987). Caracteristica de bază a reliefului este dată de prezența suprafețelor plane sau ușor înclinate cuprinse între lunca Călmățuiului și valea Găuriciului (Brânceanca), monotonia fiind întreruptă de numeroasele măguri și crovuri de tip găvan.

#### Morfometria și morfografia
Relieful prezintă următoarele caracteristici morfometrice și morfografice:
- altitudini cuprinse între 20 și 98 m;
- valori ridicate ale energiei de relief cuprinse între 30–50 m;
- văile sunt adânci, iar râul Calmățui are un curs meandrat;
- interfluvii largi, plane sau ușor înclinate;
- prezența măgurilor și a crovurilor de tip găvan;
- prezența unor resturi din terasa a VI-a Greaca a Dunării cât și a micro-teraselor locale ale Călmățuiului.

Din analiza hărții hipsometrice s-a stabilit că teritoriul comunei Viișoara se desfășoară la altitudini cuprinse între 20 și 98 m dispus pe două fâșii hipsometrice;
- prima fâșie se desfășoară între 20 și 50 m și cuprinde lunca Călmățuiului, micro-terasa locala I din partea de NV, versantul vestic ce mărginește vatra satului cât și mare parte a versantului sudic spre lacul Suhaia;
- a două fâșie, între 50 și 100 m și cuprinde micro-terasa locala II a râului Călmățui din partea de NV, podul de terasă, rest din terasa a VI-a Greaca a Dunării pe care se află vatra satului, cea mai mare parte a interfluviului Călmățui- Găuriciu (Brânceanca), cât și valea Găuriciului.

Cea mai mică altitudine o întâlnim în lunca Călmățuiului la vărsarea acestuia în lacul Suhaia, 20 m, iar cea mai mare altitudine de 98 m, se înregistrează în apropiere de vatra satului în punctul numit măgura Viișorii.
Energia de relief are valori cuprinse între 20 și 50 m însă diferențiat, pe latura vestică spre lunca Călmățuiului are valori cuprinse între 25–30 m , pe latura sudică spre lacul Suhaia valorile sunt cuprinse între 45–50 m pentru ca în partea de NE spre valea Găuriciului să aibă valori mai reduse, între 20–25 m. Fragmentarea reliefului la nivelul întregului teritoriu are valoarea de 0,20 km/km² ceea ce demonstrează odată în plus extensia mare a suprafețelor plane. Numai în părțile de sud și de vest spre lacul Suhaia și lunca Călmățuiului, datorită existenței câtorva văi scurte (Siliștea, Adâncata Cazanului și Marcului), valorile fragmentării ajung la 3,4–4 km/km². Panta este un indicator ce reflectă marea uniformitate altitudinală și orizontalitatea reliefului pentru teritoriul comunei Viișoara. Din acest punct de vedere situația se prezintă astfel:
- 75% din teritoriu are valori ale pantei sub 10, cuprinzând tot câmpul de cultură și lunca Călmățuiului;
- 17% din teritoriu are valoarea pantei între 10 și 30, slab înclinat, cuprinzând micro-terasele locale și podul de terasă pe care se află vatra satului;
- 8% din teritoriu are valoarea pantei între 30 și 110 și cuprinde versanții văilor Călmățui, Siliștea, Adâncata și Găuriciu.

##### Caracteristici morfologice
Din punct de vedere morfologic caracteristica principală este aceea a cuprinderii teritoriului în marele interfluviu Călmățui- Vedea, partea de est a câmpiei Boianului, prezența a numeroase crovuri iar la extremități existența a doua văi, a Găuriciului în NE și a Călmățuiului în SV.

###### Interfluviul
Cea mai mare parte a teritoriul studiat o constituie o suprafață aproape plană
interfluvială cuprinsă între cele două văi ce o mărginesc: valea Găuriciului și valea Călmățuiului. Are o orientare generală NE-SV cu o dezvoltare mai mare în partea de sud și
sud-vest unde aspectul general se modifică, interfluviul fiind străpuns de câteva văi scurte:
Cazanului, Marcului Siliștei și Adâncata. Interfluviul are altitudinile cuprinse în general între
80 și 90 m.Unele sectoare ale interfluviului poartă diferite denumiri provenite de la poziția geografică fie de la anumite evenimente socio-istorice petrecute, cum ar fi:platoul “Viișorii”, câmpul “ la Suhaia”, câmpul “ la plop”, câmpul “ Gauriciu” sau câmpul “ Japca”.
Imensitatea și planeitatea morfologică a câmpului este întreruptă din loc în loc de măguri (movile) dar și de crovuri și găvane. Măgurile sunt în număr mai mare în zona câmpului Găuriciu și în apropiere de vatra satului. Privitor la originea măgurilor, sau movilelor cum le spun localnicii telluri și tumuli cum le spun oamenii de știință, se consideră că este antopică. Aceste măguri au servit drept lăcașuri de înmormântare ale unor persoane de vază, șefi de triburi, comandanți de uniuni tribale, încă de la începutul neoliticului (Ioan Spiru, File de istorie teleormăneană, 1996, pag. 77). Denumirile acestor măguri provin de la numele fostului proprietar de pământ din zonă, de la numele comunei, sau alte elemente cum ar fi: măgura lui Blejan, măgura Arapului, măgura lui Sică Neacșu, măgura lui Zamze, măgura Mirchii, măgura Viișorii, măgura Țintei, măgura Drăgăicii. Unele denumiri au fost modificate din diferite motive, alte măguri au fost nivelate în urma lucrărilor agricole, astfel au existat pe teritoriul comunei Viișoara denumiri de măguri: măgura Coțofeni, măgura Duminecă, măgura Bâtlanu, măgura de la sosea (Ion Spiru, File de istorie teleormăneană, 1996, pag. 65),care astăzi nu mai sunt cunoscute.

###### Crovurile
...cărora localnicii le spun găvane indiferent de mărimea lor, sunt formațiuni morfologice negative cu o mare răspândire în cadrul interfluviului Vedea- Călmățui, deci și pe teritoriul comunei Viișoara. De altfel ele se integrează marelui clastocarst sufozional prezent în sudul câmpiilor Boian și Burnas( Petre Coteț, Câmpia Română, Studiu de Geomorfologie aplicată, 1976, pag 163, fig 12 ) . Aceste crovuri ocupă 25 % din suprafața interfluviului, având suprafețe de la 1-2 ha până la 150 ha, cu adâncimi cuprinse între 1–5 m , frecvență mai mare a lor înregistrându-se în zonele centrală și sudică ale teritoriului.
Numele acestor găvane provin de la diferite fenomene sau întâmplări petrecute, de la numele comunei sau al foștilor proprietari de pământ: găvanul Japca, găvanul cu apă, găvanul Traista, găvanul Radului, găvanul Larg al viișorenilor. Ele s-au format prin acțiunea complexă a tasării, sufoziunii, a apei de infiltrație, a prezenței loessului, a proceselor de crăpare (diaclazare) a solului sub influența insolației și înghețului (Studiul agrochimic T.C. Viisoara, Județul Teleorman, Oficiul de studii pedologice și agrochimice Teleorman, Alexandria, 1995), având suprafețe variabile de la 1-2 ha până la 150 ha și adâncimi de 1–5 m. Majoritatea crovurilor au o dezvoltare pe direcție est-vest, prezentând zona cea mai coborâtă în partea de est. Solurile de pe cuprinsul acestor găvane sunt de tipul cernoziomurilor argiloiluviale vertice și pseudogleizate de la puternic până la moderat decarbonatate, cu conținut slab până la moderat de humus, cu textură lutoasă până la luto-argilo-prăfoasă ( Studiu de fertilitate T.C. Viișoara, Județul Teleorman, Oficiul de studii pedologice și agrochimice Teleorman, Alexandria, 1996). Pământurile sunt numite de localnici “pământuri iuți” în sensul că primăvară perioada optimă pentru efectuarea lucrărilor agricole este scurtă și trebuie aleasă cu mare grijă, prea devreme nu se poate lucra din cauza excesului de umiditate iar prea târziu din cauza compactării terenului, uneori în primăverile ploioase unele găvane rămânând necultivate.

###### Terasele
Din punct de vedere morfogenetic partea de sud și sud-vest a teritoriului este cuprinsă în cadrul terasei a VI-a Greaca a Dunării și micro-terasele locale ale râului Călmățui. Terasa a VI-a a Dunării, al cărui pod de terasă are altitudini de 60– 62 m este cuprinsă între localitățile Daia din județul Giurgiu și Viișoara din județul Teleorman, având un aspect discontinuu (Geografia Văii Dunării Românești, 1969). Podul terasei ocupă suprafața de sud a teritoriului pe care se găsește vatra satului și o parte a câmpului de cultură, străjuind lunca Dunării și lacul Suhaia asupra cărora ne oferă o imagine panoramică de la altitudini cuprinse între 50 și 80 m.
În partea de sus și sud-est este presărat cu numeroase crovuri de mici dimensiuni și străpuns de două văi scurte ; valea Siliștea și valea Adancata. Micro-terasele locale ale Călmățuiului, ce se găsesc pe teritoriul comunei Viișoara, fac parte din sistemul de micro-terase asimetrice din cadrul văii Călmățuiului, de la confluența cu pârâul Urlui. Aceste micro-terase sunt slab dezvoltate, sub forma de petece (Harta geologică, Foaia Giurgiu, Institutul de Geologie, 1966) cu depozite aluvionare și pătură groasă loessoidă. În partea de nord-vest a vetrei satului sunt prezente două micro-terase locale, slab dezvoltate ce se continuă pe teritoriul comunei Piatra, acolo unde sunt mult mai dezvoltate.
Aceste micro-terase se deschid parcă în evantai pe direcție NE-N-NV începând de la valea Cazanului, cu o ușoară înclinare spre vest, sud-vest. Micro-terasa I-a are altitudini cuprinse între 25–50 m, cu o dezvoltare spre NV ca un câmp aproape neted ușor înclinat, străjuind valea Călmățuiului și valea Marcului. În partea de vest se găsește măgura Drăgăicii, 53 m, numele provenind de la planta cu același nume care creștea în zonă. Micro-terasa a II-a se găsește la altitudini de 50–80 m cu o dezvoltare pe direcție N-NE continuându-se pe teritoriul comunei Piatra.

###### Versanții
...ce mărginesc câmpul Viișoarei, au în general expoziție vestică și sudică, continuând în cea mai mare parte a lor fruntea terasei Dunării. Versantul vestic, limitează vatra satului la sud, are valori ale pantei de 10-11 grade, prezintă rupturi de pantă pe profil în partea de sud-vest, iar din loc în loc există ravene de dimensiuni variabile cărora localnicii le spun “andace” atribuindu-le și denumiri sugestive: ”Miturică”’ “Fântana Mare”, “La Dragomirescu”. Pentru stabilizarea versantului și implicit pentru stoparea avansării ravenelor în anii 1970 s-au făcut plantări cu salcâmi dar care ulterior au fost distruși de localnici, lucrările fiind reluate în anul 2008.
Versantul sudic, către lacul Suhaia, are de asemenea valori ridicate ale pantei, 6-11 grade, fiind străpuns de văile scurte, Siliștea și Adâncata. Acest versant a fost amenajat în anii 1960 cu terase ce au fost plantate cu viță de vie nobilă, zona fiind cunoscută de localnici sub numele de “terasări”. Către lacul Suhaia, în anumite locuri sunt prezente rupturi de pantă (maluri abrupte) cu înălțimi de 4–10 m.

###### Lunca
Lunca se desfășoară în partea de vest, sud-vest, pe o suprafață de cca., 100 ha, de o parte și de alta a albiei minore a Călmățuiului, înainte de vărsarea în lacul Suhaia. Lunca Viișorii este o componentă a văii Călmățuiului, care este o vale interioară, mijlocie, asimetric alternativă cu terase locale ( Petre Coteț, Câmpia Română, Studiu de Geomorfologie aplicată, 1976). Albia minoră prezintă un curs meandrat, datorită pantei reduse, meandrele sunt divagante în special în sectorul de sud odată la câțiva ani din cauza revărsărilor își schimbă cursul. Microrelieful luncii este în general de natură acumulativă reprezentat de forme pozitive și negative. Între formele pozitive întâlnim grădiști, popine, cursuri părăsite și grinduri fluvioeoliene, iar dintre formele negative se întâlnesc coșcovele, depresiunile lacustre sau mlăștinoase, care de fapt au fost desecate în majoritatea lor iar terenurile au fost luate în cultură.